# Cinnamosma macrocarpa
Cinnamosma macrocarpa är en tvåhjärtbladig växtart som beskrevs av Joseph Marie Henry Alfred Perrier de la Bâthie. Cinnamosma macrocarpa ingår i släktet Cinnamosma och familjen Canellaceae. Inga underarter finns listade.